# パドリ戦争
パドリ戦争（ぱどりせんそう、インドネシア語:Perang Padri）は、1821年-1837年、オランダ領東インド（現インドネシア）のミナンカバウ地方（現在の西スマトラ州）で、イマム・ボンジョルが指揮するイスラーム改革派（パドリ派）と、オランダ軍が支援する反パドリのアダット派（慣習派）とのあいだで起きた戦争である。当初は宗教改革運動として推移したが、オランダ軍が介入したことによって反オランダ戦争の様相を示すことになった。

## 概要
パドリ派は、ミナンカバウ人社会に古くから伝わる慣習、文化、娯楽、嗜好品などのうち、母系制親族制度、博打、闘鶏、飲酒、アヘン、噛みタバコ、噛みキンマなどを反イスラーム的であるとみなし、それらの非ムスリム的行為の廃止を掲げて宗教改革運動を推進した。
こうした宗教改革運動は、18世紀半ばのイスラーム純化運動という形で全イスラーム世界で生じてきたものの一つであり、そもそもミナンカバウ地方でも、1803年、ワッハーブ派の復古運動に影響を受けてマッカ（メッカ）から帰国した3人のハッジによってもたらされたものである。
その後、「パドリ派」と呼ばれるようになったイスラーム改革派は、いくつかの村々で支持を得たが、伝統的な慣習（アダット）を守ろうとする村々には襲撃を加えた。そのため、ダト・バンダロ(Datuk Bandaro)が率いるパドリ派が、ダト・サティ(Datuk Sati)率いる慣習派と激突するなど、ミナンカバウの村々は改革派（パドリ派）と慣習派（反パドリ派）に分かれて衝突し、ミナンカバウ地方は内戦状態となった。
宗主国オランダは、自国のための通商路の確保と、パドリ派に支配を脅かされていた地元王室の支援要請をうけ、ミナンカバウ地方に軍を派遣した。その後、1825年にいったん停戦合意が形成されたものの、ジャワ戦争（1825年 - 1830年）の終結によって余力のできたオランダ軍はふたたびパドリ派に攻勢をかけ、主だった地域でのパドリ派の活動を封じることに成功した。
その後もパドリ派の活動は、イマム・ボンジョル(Tuanku Imam Bonjol 1772年-1864年）やトゥアンク・タンブサイ(Tuanku Tambusai)らによって継続されたが、反抗拠点とされたボンジョル砦が1832年に陥落し、イマム・ボンジョルも1837年にオランダ軍に捕えられ、トゥアンク・タンブサイが守ったパドリ派の最後の拠点、ダルダル砦も1838年に陥落した。その結果、オランダ軍がミナンカバウ地方全土を掌握し、同年、戦争は終結した。
オランダはミナンカバウ地方を平定したことで、ここを西スマトラ州として強固な植民地支配体制に組み込むとともに、コーヒーの強制栽培制度を導入するなど、植民地経済経営にも着手した。

## 関連文献
- 池端雪浦『世界各国史6 東南アジア史Ⅱ島嶼部』、山川出版社、1999年